# Heksagraf
Heksagraf (gr. ἕξ, hex, „sześć” i γράφω, grapho, „zapis”) – sześć liter oznaczających jedną głoskę.

## W języku irlandzkim
Przykładami heksagrafów są sześcioliterowe samogłoski używane w języku irlandzkim:
- eabhai – zapis dyftongu [əu̯] oraz w rejonie Donegalu do zapisu samogłoski [oː].
- eadhai – zapis dyftongu [əi̯] oraz w rejonie Donegalu do zapisu samogłoski [eː].
- eamhai – zapis dyftongu [əu̯] oraz w rejonie Donegalu do zapisu samogłoski [oː].
- eidhea – do zapisu dyftongu [əi̯].
- eighea – do zapisu dyftongu [əi̯].
- oidhea – do zapisu dyftongu [əi̯].
- oighea – do zapisu dyftongu [əi̯].